# Vrbaïte
La vrbaïte est une espèce minérale du groupe des sulfures et plus précisément des sulfosels, de formule Tl4Hg3Sb2As8S20.

## Historique de la description et appellations

### Inventeur et étymologie
La vrbaïte a été décrite en 1912 par Bohuslav Ježek. Elle fut nommée ainsi en l'honneur du professeur Karel Vrba (1845-1922), minéralogiste tchèque de l'université Charles de Prague.

### Topotype
- Crven Dol Mine, Allchar (Alsar) Roszdan, Macédoine.
- Les échantillons de référence sont déposés au :

Musée national de Prague en République tchèque (no 25292)
Mines ParisTech (École nationale supérieure des mines de Paris) à Paris en France
National Museum of Natural History de Washington DC aux États-Unis (n°R939).

## Caractéristiques physico-chimiques

### Critères de détermination
- La vrbaïte est un minéral de couleur noire, gris-noir, bleuté ou rouge foncé, et blanc bleuté avec des reflets internes rouges sur les faces polies. Elle se présente sous la forme de cristaux tabulaires sur {010} ou pyramidaux sur {111} ne dépassant pas 3 millimètres. Son éclat est submétallique à métallique, elle est opaque, se casse de façon irrégulière à conchoïdale et présente un clivage bon sur {010}. Sa dureté est de 3,5 et sa densité mesurée est de 5,27-5,33. Son trait est de couleur rouge jaunâtre pâle.
- La vrbaïte contient du soufre (S), du mercure (Hg), du thallium (Tl) et de l'arsenic (As), elle est donc fortement toxique.

Il est nécessaire :
de toujours se laver les mains après l'avoir manipulée.
d'éviter d'inhaler les poussières produites lors de la manipulation et/ou de la cassure.
de ne jamais l'ingérer et/ou la lécher.

### Cristallographie
La vrbaïte cristallise dans le système cristallin orthorhombique. Son groupe d'espace est {\displaystyle C} {\displaystyle mca} {C 2/m 2/c 21/a} et sa classe de symétrie est 2/m 2/m 2/m ; Holoédrie orthorhombique.
- Les paramètres de la maille conventionnelle sont : a = 13,18 Å, b = 23,23 Å, c = 11,22 Å, Z = 4 unités formulaires par maille, (volume de la maille, V = 3 435,24 Å3)
- La masse volumique calculée est 5,29 g/cm3. (sensiblement égale à la densité mesurée)
- Le pouvoir réflecteur des cristaux de vrbaïte vaut 28-30 % (580).

### Propriétés chimiques
- La vrbaïte est composée de 28,16 % de thallium, 22,09 % de soufre, 20,73 % de mercure, 20,64 % d'arsenic et de 8,39 % d'antimoine.
- Sa masse formulaire est de 2903,5 uma, soit 4,82 × 10−24 kg.

## Gîtes et gisements

### Gîtologie et minéraux associés
Gîtologie
La vrbaïte est un minéral rare se trouvant dans les dépôts hydrothermaux avec d'autres sulfures d'arsenic et de thallium.
Minéraux associés
Réalgar, orpiment.

### Gisements producteurs de spécimens remarquables
- Voici tous les gisements de vrbaïte connus actuellement.
- États-Unis

Thallium prospect (Lookout Pass), Little Valley, Comté de Tooele, Utah
- Groenland

Complexe Ilimaussaq, Narsaq, Groenland-Méridional
- Japon

Mine Yunosawa, Minami-Tsuagaru-Gun, Préfecture d'Aomori, Tōhoku, Honshū
- Macédoine

Crven Dol Mine, Allchar (Alsar), Roszdan,
- Russie

Gremuchka ore zone, Beshtau U deposit, Piatigorsk, Kraï de Stavropol, Ciscaucasie